# Vincent Nogueira
Pour les articles homonymes, voir Nogueira.
Vincent Nogueira, né le 16 janvier 1988 à Besançon (Doubs), est un footballeur français, devenu entraîneur.
Pendant sa carrière de joueur, il évolue au poste de milieu de terrain. Il joue plusieurs saisons au FC Sochaux, son club formateur, puis part aux États-Unis, à Philadelphia Union. En 2016 il revient en France et joue au RC Strasbourg, au FC Annecy puis au SC Schiltigheim. 
Devenu entraîneur en 2020, il est depuis entraîneur de l'équipe féminine du RC Strasbourg.

## Biographie

### FC Sochaux-Montbéliard
Ce jeune joueur d’origine portugaise est formé au centre de formation du FC Sochaux-Montbéliard, il remporte la coupe Gambardella avec l'équipe des jeunes de Sochaux en 2007. L'année suivante à l'issue de plusieurs matchs amicaux, il intègre le groupe pro à l'âge de 19 ans.
Après une saison 2008-09 perturbée par les blessures, il parvient à se faire une place de titulaire lors des matchs de préparation de la saison 2009-10. Il est même appelé pour la première fois de sa carrière en sélection avec l'équipe de France espoirs le 12 août 2009 contre la Pologne.
Malgré un début de saison 2009-2010 prometteur, ponctué par le titre de meilleur joueur Sochalien du mois d'août 2009, il se blesse à nouveau et connaît une saison quasi blanche ; il fait son retour au début de saison 2010-2011 en revenant petit à petit à la compétition à un bon niveau.
Il marque son premier but en ligue 1 lors de la dernière journée de la saison 2010/2011 à l'extérieur face à l'Athlétic Club Arles-Avignon (1-3). Il marque aussi le deuxième but de son équipe lors de la première journée de ligue 1 2011/2012, d'une magnifique frappe de 18 mètres enroulé sur le poteau gauche de Steve Mandanda face à l'Olympique de Marseille (score final 2-2).
La saison de Ligue 1 2012-2013 sera sa plus accomplie depuis ses débuts, Vincent Nogueira devient une pièce importante de l'effectif d'Eric Hély malgré un début de championnat compliqué. Il inscrit son premier doublé en Ligue 1 le 26 avril 2013 (ses deux seuls buts de la saison) sur la pelouse de Lille. Nogueira marque sur deux coups francs aux 84e et 87e minutes qui permettent au FC Sochaux-Montbéliard d'égaliser à 3-3 après avoir été mené 3-0 jusqu'à la 70e minute.
À la suite de ses bonnes performances, Vincent Nogueira est élu joueur sochalien du mois d'avril par les supporteurs.

### Union de Philadelphie
Alors qu'il n'a plus que six mois de contrat avec Sochaux et que le club est pratiquement certain d'être relégué en Ligue 2, le FCSM trouve un accord avec le Union de Philadelphie le 30 janvier 2014 pour que Nogueira rejoigne le club de MLS dans sa préparation en Floride.
Il inscrit son premier but en MLS le 29 mars 2014, face à l'Impact de Montréal lors d'une nulle 1-1.
Il devient rapidement un titulaire indiscutable dans son équipe. Le 16 juin 2016, il résilie son contrat d'un commun accord avec Philadelphie pour raisons personnelles.

### RC Strasbourg
Il s'engage le 24 juin 2016 au RC Strasbourg tout juste promu en Ligue 2,.

### Football Club d'Annecy
En fin de contrat au RC Strasbourg, il s'engage en juillet 2018 pour 3 années avec le Football Club d'Annecy, qui évolue en National 2 (ex-CFA).

### Reconversion
En juin 2021, après un an de formation au CNF Clairefontaine, il est diplômé du DESJEPS mention football. 
En mai 2020, il est nommé entraîneur du RC Strasbourg (féminines). À l'issue de la saison 2023-2024 du championnat de France de deuxième division, Vincent Nogueira est désigné meilleur entraîneur de Division 2 et permet à l'équipe féminine du RC Strasbourg de monter pour la première fois en Division 1 pour la saison 2024-2025.

## Statistiques
| Saison                | Club                   | Championnat           | Championnat | Championnat | Coupe nationale | Coupe nationale | Coupe de la Ligue | Coupe de la Ligue | Compétition(s) continentale(s) | Compétition(s) continentale(s) | Compétition(s) continentale(s) | Total | Total |
| Saison                | Club                   | Division              | M.          | B.          | M.              | B.              | M.                | B.                | Comp.                          | M.                             | B.                             | M.    | B.    |
| 2007-2008             | FC Sochaux-Montbéliard | Ligue 1               | 3           | 0           | -               | -               | -                 | -                 | -                              | -                              | -                              | 3     | 0     |
| 2008-2009             | FC Sochaux-Montbéliard | Ligue 1               | 3           | 0           | -               | -               | -                 | -                 | -                              | -                              | -                              | 3     | 0     |
| 2009-2010             | FC Sochaux-Montbéliard | Ligue 1               | 13          | 0           | -               | -               | -                 | -                 | -                              | -                              | -                              | 13    | 0     |
| 2010-2011             | FC Sochaux-Montbéliard | Ligue 1               | 23          | 1           | 3               | 0               | -                 | -                 | -                              | -                              | -                              | 26    | 1     |
| 2011-2012             | FC Sochaux-Montbéliard | Ligue 1               | 28          | 2           | 1               | 0               | -                 | -                 | C3                             | 2                              | 0                              | 31    | 2     |
| 2012-2013             | FC Sochaux-Montbéliard | Ligue 1               | 29          | 2           | 1               | 0               | 2                 | 0                 | -                              | -                              | -                              | 32    | 2     |
| 2013-2014             | FC Sochaux-Montbéliard | Ligue 1               | 15          | 1           | 2               | 0               | 1                 | 0                 | -                              | -                              | -                              | 18    | 1     |
| Sous-total            | Sous-total             | Sous-total            | 114         | 6           | 7               | 0               | 3                 | 0                 | -                              | 2                              | 0                              | 126   | 6     |
| 2014                  | Union de Philadelphie  | MLS                   | 29          | 2           | 3               | 0               | -                 | -                 | -                              | -                              | -                              | 32    | 2     |
| 2015                  | Union de Philadelphie  | MLS                   | 27          | 5           | 4               | 0               | -                 | -                 | -                              | -                              | -                              | 31    | 5     |
| 2016                  | Union de Philadelphie  | MLS                   | 8           | 2           | 1               | 0               | -                 | -                 | -                              | -                              | -                              | 9     | 2     |
| Sous-total            | Sous-total             | Sous-total            | 64          | 9           | 8               | 0               | -                 | -                 | -                              | -                              | -                              | 72    | 9     |
| 2016-2017             | RC Strasbourg          | Ligue 2               | 25          | 1           | 3               | 0               | 1                 | 0                 | -                              | -                              | -                              | 29    | 1     |
| 2017-2018             | RC Strasbourg          | Ligue 1               | 3           | 0           | 2               | 0               | 2                 | 0                 | -                              | -                              | -                              | 7     | 0     |
| 2018-2019             | FC Annecy              | National 2            | 18          | 0           | 3               | 1               | -                 | -                 | -                              | -                              | -                              | 21    | 1     |
| 2019-2020             | SC Schiltigheim        | National 2            | 14          | 0           | 0               | 0               | -                 | -                 | -                              | -                              | -                              | 14    | 0     |
| Sous-total            | Sous-total             | Sous-total            | 60          | 1           | 8               | 1               | 3                 | 0                 | -                              | -                              | -                              | 71    | 2     |
| Total sur la carrière | Total sur la carrière  | Total sur la carrière | 238         | 16          | 23              | 1               | 6                 | 0                 | -                              | 2                              | 0                              | 269   | 17    |

## Palmarès
- Champion de Ligue 2 en 2017 avec le RC Strasbourg Alsace
- Vainqueur de la Coupe Gambardella en 2007 avec le FC Sochaux
- Champion de division 2 féminine en 2024 avec le Racing Club de Strasbourg

## Distinctions individuelles
- Meilleur entraîneur du Championnat de France féminin de football de deuxième division 2023-2024 aux Trophées D1 Arkema[11]